# Marty Holah
Martin Rowan Holah, detto Marty (Hamilton, 14 settembre 1976), è un ex rugbista a 15 neozelandese, terza linea della formazione provinciale di Waikato nel National Provincial Championship.

## Biografia
Holah è nato a Hamilton, nella regione di Waikato, e debuttò nel 1999 nel campionato provinciale neozelandese in rappresentanza di tale regione.
Nel 2001 esordì anche nella relativa franchise in Super Rugby, gli Chiefs e in quello stesso anno disputò il suo primo test match per la Nuova Zelanda, a North Shore City contro Samoa.
Prese successivamente parte alla Coppa del Mondo di rugby 2003 guadagnando il terzo posto finale, e fino al 2006 disputò 36 incontri negli All Blacks.
Nel 2007 si trasferì in Europa ai gallesi degli Ospreys, con i quali vinse nella sua prima stagione la coppa Anglo-Gallese; nei quattro anni in tale club vinse anche la Celtic League nel 2009-10.
Nel 2011, al termine del contratto, decise di tornare in Nuova Zelanda, ancora al Waikato.

## Palmarès
- Celtic League: 1
Ospreys: 2009-10
- Coppe Anglo-Gallesi: 1
Ospreys: 2007-08